# Skaters Palace

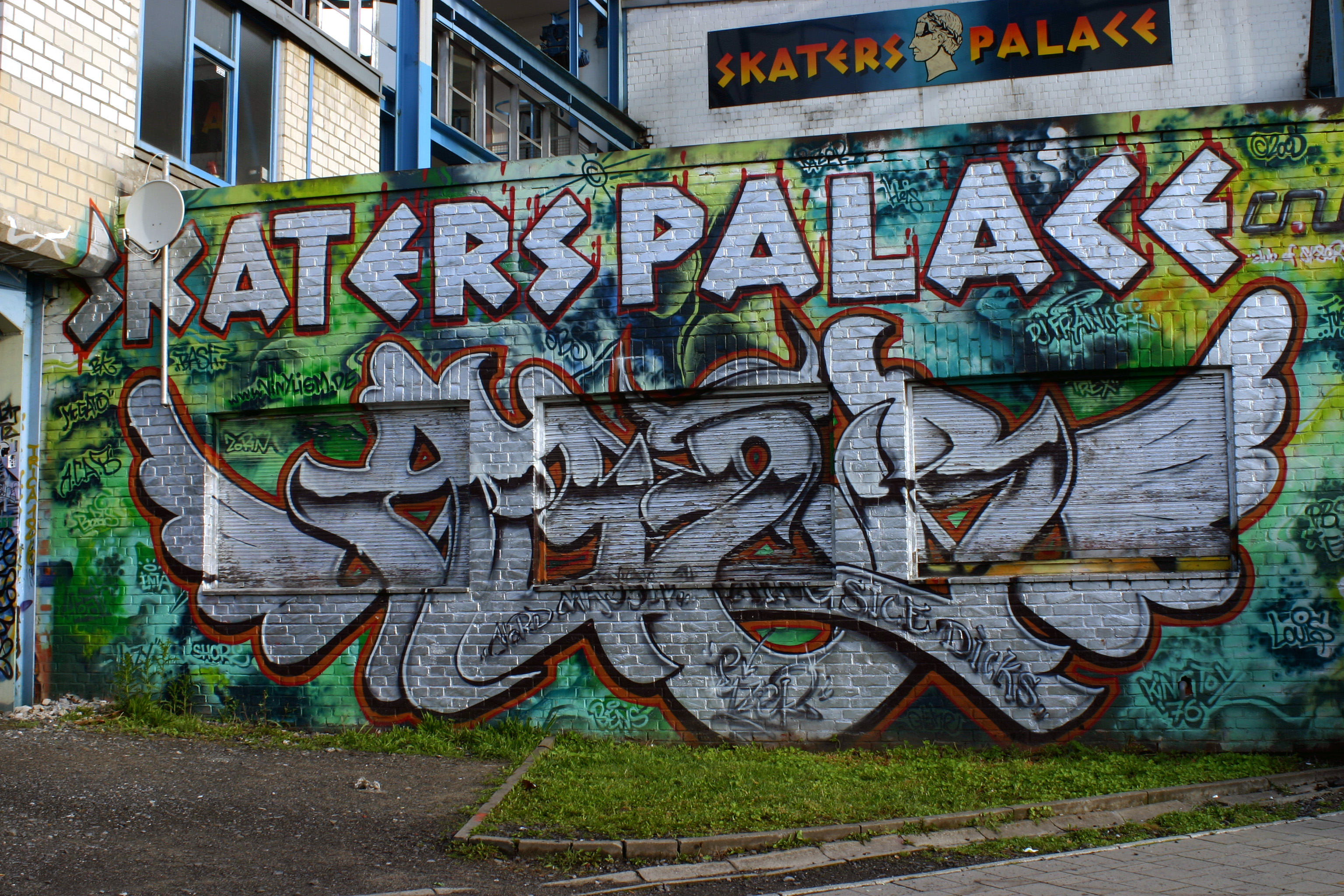
Graffiti am Skaters Palace

Das Skaters Palace ist eine Skatehalle in Münster, in der auch regelmäßig Konzerte und andere Events stattfinden. Bei musikalischen Veranstaltungen bietet das Skaters Palace Platz für knapp 1.500 Personen.

## Historie

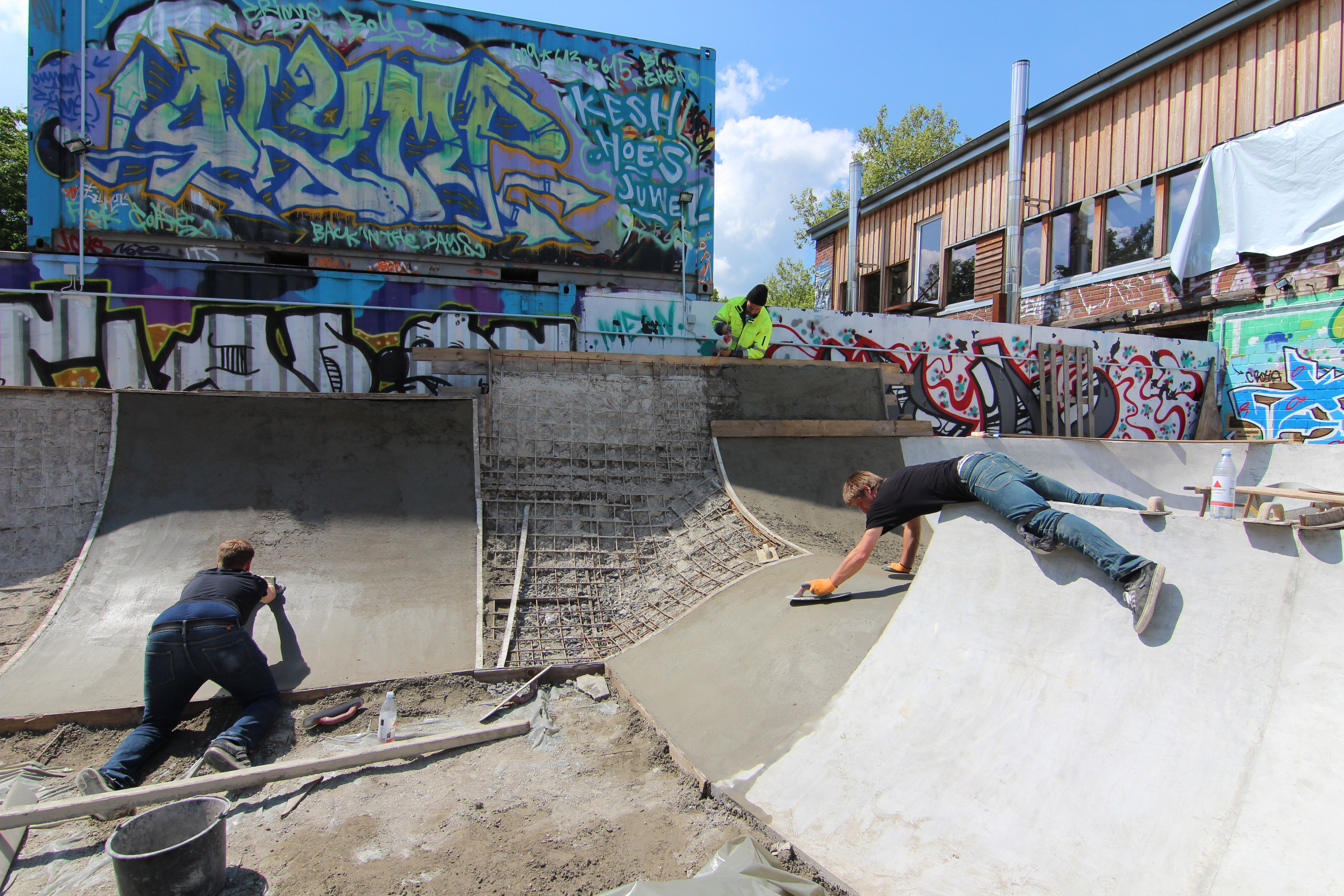

Das Skaters Palace wurde im Jahr 1993 in einer ehemaligen Fließbandfabrik eröffnet und ist somit die älteste Skatehalle in der Bundesrepublik. Die Leitung übernahm zunächst der Verein zur Förderung der Jugendkultur e.V., zu deren Gründern auch Titus Dittmann gehört. Im Jahr 1998 kaufte die Scheibenstrassen Immobilien Verwaltung GmbH das komplette Gelände und Gebäude, welche heute noch von Titus als Büroräume genutzt werden.
Seit 2010 wird das Skaters Palace von der Palace GmbH, welche ebenfalls von Dittmann gegründet wurde, geleitet. Die Palace GmbH besteht aus fünf Festangestellten, drei Auszubildenden, sowie aus mehreren Aushilfskräften.

## Skateboarding

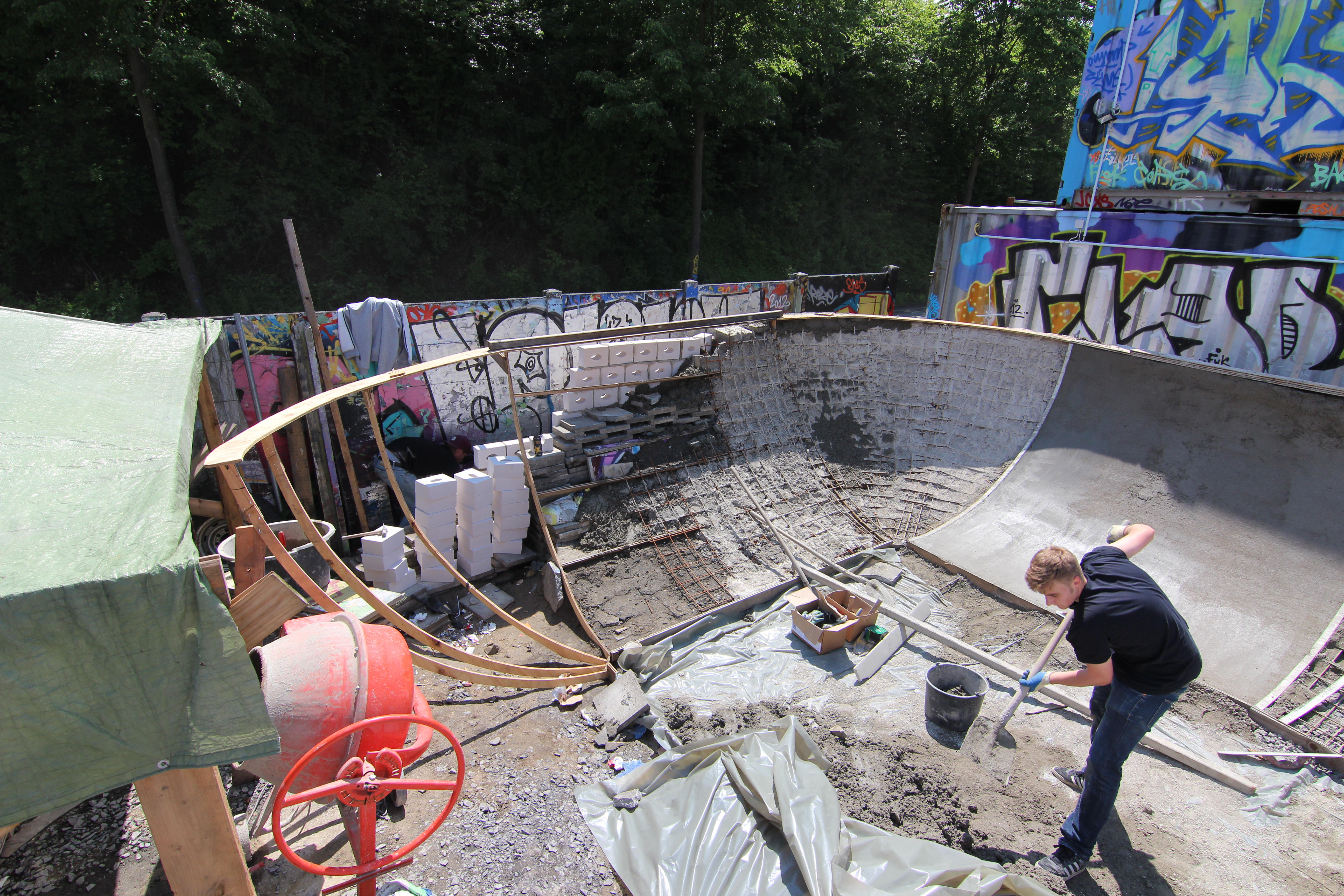

Die 800 Quadratmeter große Skatehalle ist neben festen Rampen mit mobilen Elementen ausgestattet. So kann die Halle zwischen Skatehalle und Veranstaltungshalle schnell umgestaltet werden. Auf einer zweiten Ebene findet sich eine circa 15 Meter breite Miniramp mit Extension.
Im und am Skaters Palace finden Skateboard-Events wie der Mini Ramp-Jam oder der DIY Riot DIY RIOT statt.

## Veranstaltungen

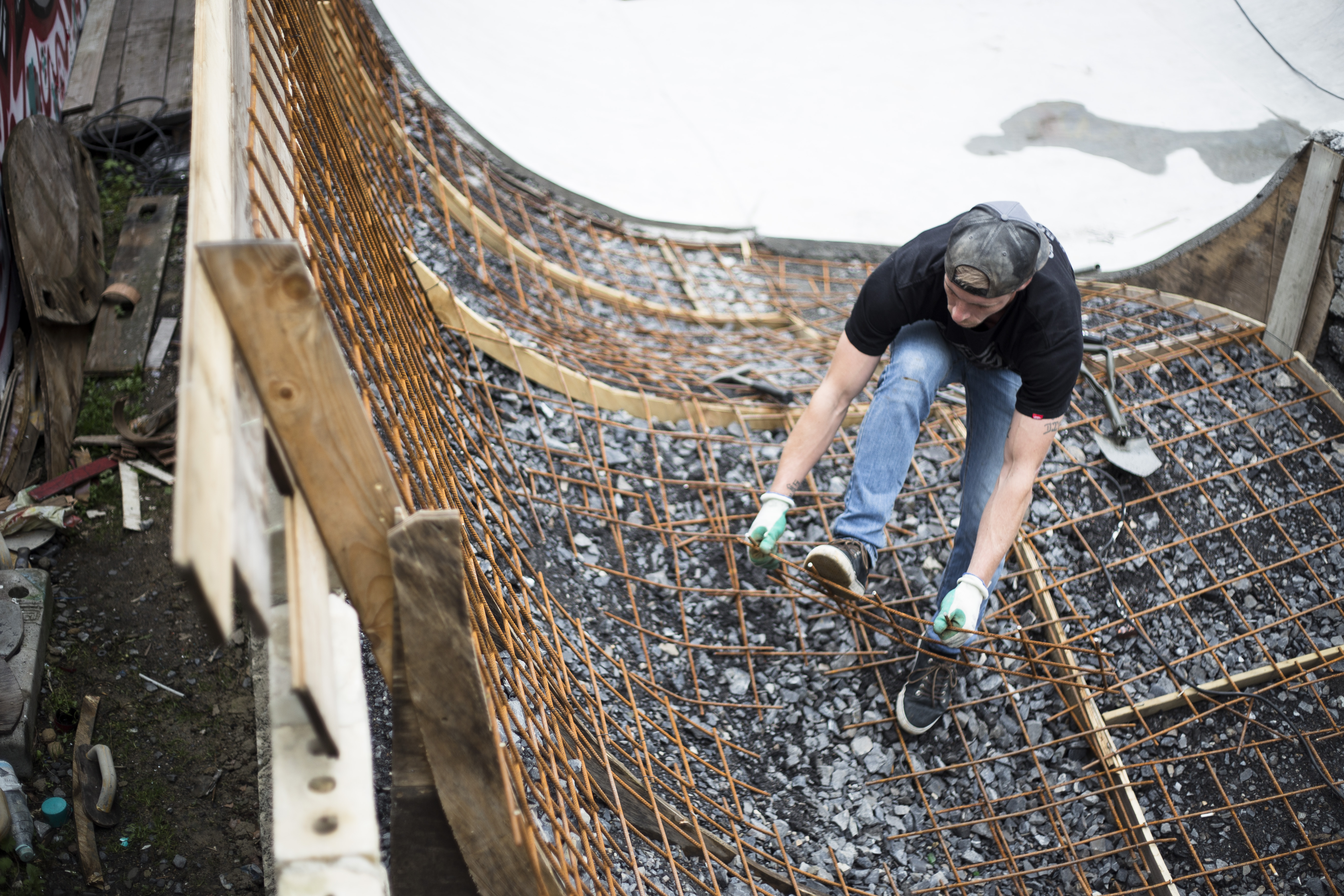

Das „Skaters Palace“ ist für seine Partys und Konzerte bekannt. So spielten bereits Three Days Grace, Boysetsfire, Frank Turner, Bring Me the Horizon, Kool Savas, Prinz Pi, Long Distance Calling, Jennifer Rostock, Ich kann fliegen, Feine Sahne Fischfilet, Silverstein, Chuck Ragan, A Day to Remember, Pierce the Veil, Bayside, Of Mice & Men und SSIO im Skaters Palace. Chuck Ragan nahm 2014 sein Livealbum Live at Skaters Palace im Skaters Palace Münster auf.
Seltener wird das „Skaters Palace“ auch für Skateboarding-Sonderveranstaltungen genutzt.

## DIY Bowl

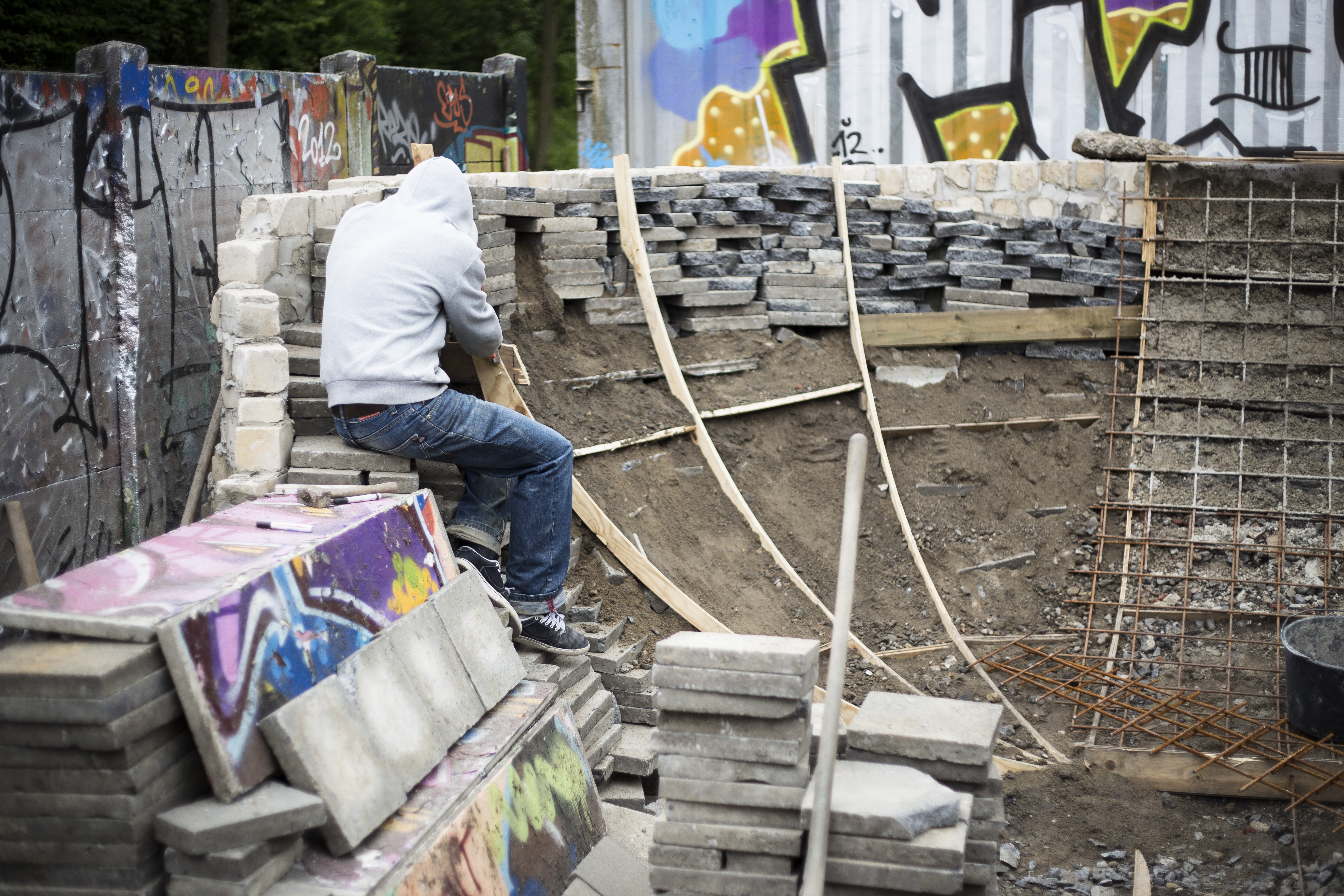

2011 ist die Idee eines durch Skateboarder selbstgebauten Skateboard-Bowls auf dem Gelände des Skaters Palace aufgekommen. Nach einer Bauzeit von ca. 1–2 Jahren wurde der DIY Bowl vom Initiator Julius Dittmann gemeinsam mit vielen Locals (Spitznamen: Mathis, Nick, Sebi, Björn und weitere) fertiggestellt. Nach Abschluss der partizipativen Baustelle hat sich der Contest „DIY Riot“ DIY RIOT als Sideevent zum Opening des Musikfestival Musikfestival Vainstream Rockfest Vainstream Rockfest, etabliert.

## Weblinks

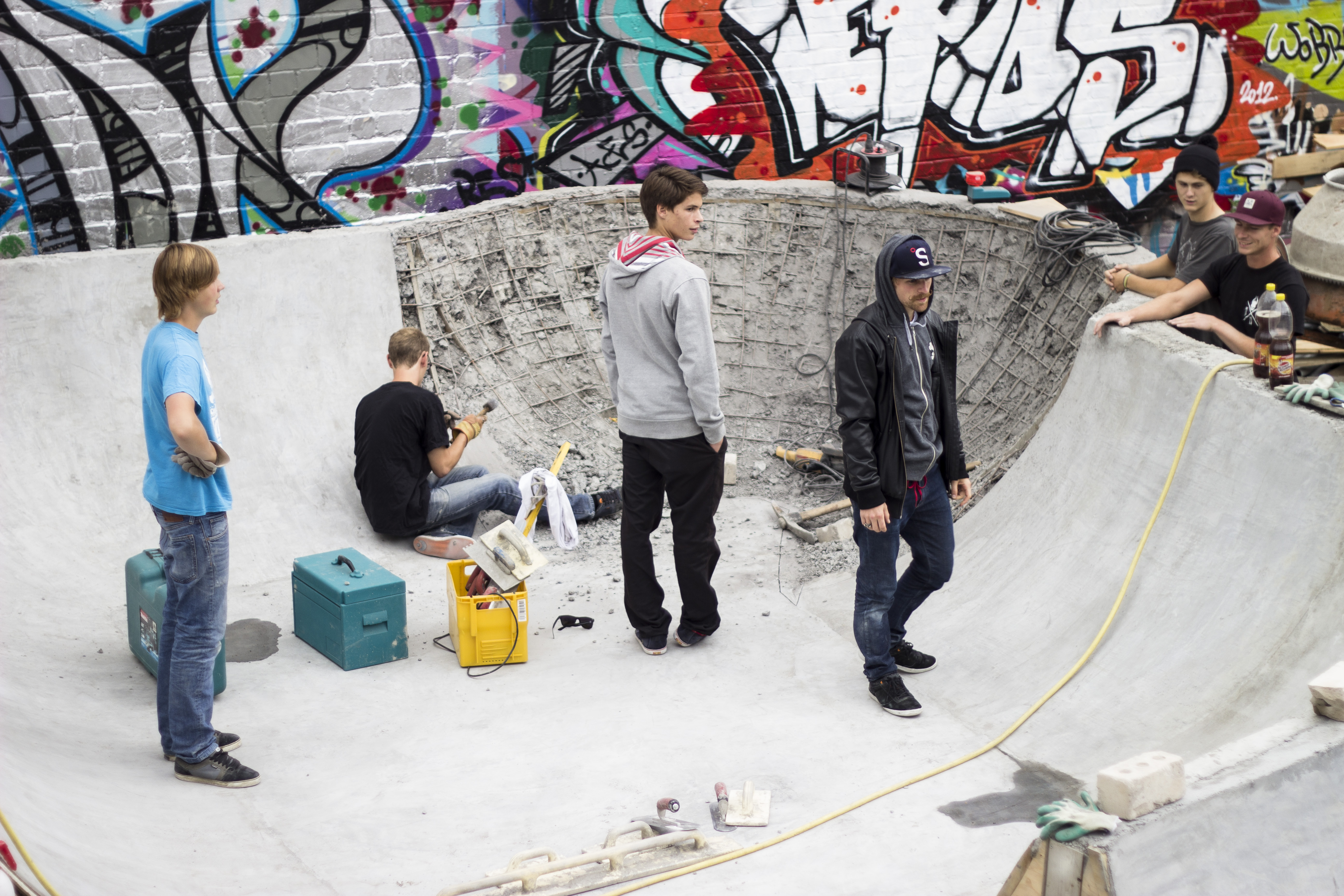